# Vittorio Emanuele Taparelli d'Azeglio
Vittorio Emanuele Taparelli d'Azeglio (Torino, 17 settembre 1816 – Roma, 24 aprile 1890) è stato un diplomatico e politico italiano.

## Biografia
Vittorio Emanuele Taparelli d'Azeglio era figlio dei nobili Roberto e Costanza Alfieri di Sostegno, oltre che nipote di Massimo d'Azeglio che lo tenne a battesimo e dal quale si guadagnò il soprannome di minimo (per distinguerlo appunto dallo zio "Massimo").
Dopo essersi laureato in legge all'Università di Torino, Taparelli d'Azeglio prestò servizio come diplomatico nel Regno di Sardegna iniziando la propria carriera nel 1838: dal 1839 fu membro dell'ambasceria in Baviera, a Vienna, sino a ricoprire l'incarico di Segretario di III classe a Le Hague. Successivamente fu Segretario di I classe nelle ambascerie unificate olandese e belga a Bruxelles. Nel 1841, inoltre, re Carlo Alberto di Savoia lo nominò gentiluomo di corte. Tra il 1847 ed il 1848 fu Consigliere della legazione a San Pietroburgo e tra il giugno e l'ottobre del 1848 fu diplomatico a Londra. L'anno successivo venne destinato a Parigi e poi nuovamente a Londra ove tra il 1850 ed il 1868 fu Ministro Plenipotenziario. Nel 1867 fu tra i firmatari del Trattato di Londra dopo la crisi lussemburghese che fu di fatto il primo atto tra le grandi potenze europee ove venne inclusa la partecipazione dell'Italia.
A Londra nel 1857 fu cofondatore del St James's Club e divenne grande amico di lord Shaftesbury e Lord Palmerston. Raffinato collezionista d'arte, fu presidente a Londra del Burlington Fine Arts Club. In Italia presentò la sua collezione al Museo Civico di Torino nel 1875 per poi comprare Casa Cavassa a Saluzzo nel 1883 di modo da porvi i propri reperti e farne un museo per il comune. Trascorse molto tempo anche a Venezia ove si dedicò al collezionismo di vetreria colorata veneziana.
Al suo ritiro dal servizio diplomatico nel 1871, venne nominato senatore nell'XI legislatura del Regno d'Italia.
Morì a Roma nel 1890.